# Кудела, Ондржей
О́ндржей Ку́дела (чеш. Ondřej Kúdela; род. 26 февраля 1987 года, Чехословакия) — чешский футболист, защитник индонезийского клуба «Персия Джакарта». Выступал за сборную Чехии.

## Клубная карьера
Кудела — воспитанник клуба «Словацко». В 2005 году он дебютировал в Гамбринус лиге. В 2007 году Ондржей перешёл в столичную Спарту, но для получения игровой практики был отдан в аренду в «Кладно». Летом 2008 года Кудела подписал контракт с «Младой-Болеслав». 14 сентября в матче против «Зброёвки» он дебютировал за новый клуб. 17 мая 2009 года в поединке против «Виктории Пльзень» Ондржей забил свой первый гол за «Младу-Болеслав». В составе команды он дважды завоевал Кубок Чехии.
Летом 2014 года Кудела на правах аренды перешёл в казахстанский «Ордабасы». 5 июля в матче против «Атырау» он дебютировал в чемпионате Казахстана. В 2015 году Ондржей вернулся в «Младу-Болеслав».
В начале 2017 года Кудела перешёл в либерецкий «Слован». 20 февраля в матче против «Фастава» он дебютировал за новую команду. В начале 2018 года Кудела подписал контракт с пражской «Славией». 17 февраля в матче против «Высочины» он дебютировал за новый клуб. 25 августа в поединке против «Теплице» Ондржей забил свой первый гол за «Славию». В том же году он помог команде завоевать национальный кубок.

## Международная карьера
В 2007 году Кудела в составе молодёжной сборной Чехии завоевал серебряные медали молодёжного чемпионата мира в Канаде.
26 марта 2019 года дебютировал в главной команде страны, выйдя на замену во втором тайме в товарищеском матче против сборной Бразилии. Матч закончился поражением чехов со счётом 1:3.

## Статистика выступлений за сборную
| Матчи за сборную Чехии | Матчи за сборную Чехии | Матчи за сборную Чехии | Матчи за сборную Чехии | Матчи за сборную Чехии | Матчи за сборную Чехии  | Матчи за сборную Чехии |
| ---------------------- | ---------------------- | ---------------------- | ---------------------- | ---------------------- | ----------------------- | ---------------------- |
| №                      | Дата                   | Оппонент               | Счёт                   | Голы                   | Соревнование            |                        |
| 1                      | 26 марта 2019          | Бразилия               | 1:3                    | -                      | Товарищеский матч       |                        |
| 2                      | 14 октября 2019        | Северная Ирландия      | 2:3                    | -                      | Товарищеский матч       |                        |
| 3                      | 17 ноября 2019         | Болгария               | 0:1                    | -                      | Отборочный матч ЧЕ-2020 |                        |
| 4                      | 11 октября 2020        | Израиль                | 2:1                    | -                      | Лига наций 2020/21      |                        |
| 5                      | 14 октября 2020        | Шотландия              | 0:1                    | -                      | Лига наций 2020/21      |                        |
| 6                      | 24 марта 2021          | Эстония                | 6:2                    | -                      | Отборочный матч ЧМ-2022 |                        |
| 7                      | 27 марта 2021          | Бельгия                | 1:1                    | -                      | Отборочный матч ЧМ-2022 |                        |
| 8                      | 30 марта 2021          | Уэльс                  | 0:1                    | -                      | Отборочный матч ЧМ-2022 |                        |
| 9                      | 24 сентября 2022       | Португалия             | 0:4                    | -                      | Лига наций 2022/23      |                        |
| 10                     | 27 сентября 2022       | Швейцария              | 1:2                    | -                      | Лига наций 2022/23      |                        |

## Достижения
Командные
 «Млада-Болеслав»
- Обладатель Кубка Чехии (2): 2010/11, 2015/16

 «Славия» (Прага)
- Чемпион Чехии: 2018/19
- Обладатель Кубка Чехии (2): 2017/18, 2018/19

Международные
 Чехия (до 21)
- Молодёжный чемпионат мира — 2007